# غارونكل
غَارُونْكَل قرية تونسية تقع في ولاية بنزرت على الطريق المحلية رقم 300.

### مواضيع ذات علاقة
- ولاية بنزرت.

| ولايات تونس | مدن ولاية بنزرت | علم تونس |
| أوتيك · عوسجة · غار الملح · ماطر · منزل بورقيبة · بنزرت منزل جميل · منزل عبد الرحمان · رأس الجبل · رفراف · العالية |                 |          |